# It Hits the Fan
«It Hits the fan» («Golpea al fan» en España y «Golpea al aficionado» o «Dirán mierda en TV» en Hispanoamérica) es el primer capítulo de la quinta temporada de la serie animada South Park. El capítulo fue escrito por el cocreador de la serie Trey Parker, y fue clasificado como TV-MA LV en los Estados Unidos.

## Trama
Kyle trae a sus amigos 4 entradas para ver el musical en vivo de El rey león, pero Stan y Kenny no se muestran muy interesados en ello, luego llega Cartman diciéndoles que en la serie de HBC "Cop Drama" dirían una palabra jamás dicha en televisión; mierda. Stan y Kenny se muestran sorprendidos y desean ver el programa, pero Kyle aun insiste en ver el musical de El rey león. Mientras todos en el pueblo no están dispuestos a perderse tal episodio, e incluso Butters rechaza la invitación de ver El rey león.
Durante el show, todos esperan que se diga mierda, Kyle muestra disgusto ya que sus amigos daban importancia a una palabra por primera vez dicha en TV, pero Cartman le replica que Kyle tiene arena en la vagina. Durante los últimos segundos del episodio la palabra mierda es pronunciada por los personajes, algo que llena de sorpresa a todo el país, pero a Kyle no le importa haciéndole ver a sus amigos que por decir mierda nada cambiaría pero al salir de casa de Cartman ve cómo llueven ranas. Posteriormente la palabra mierda toma mucha popularidad y hace que la gente de todo el pueblo y todo el país la pronuncie, sin saber que desataba un virus que provocaba que la gente vomitase hasta los intestinos. El constante pronunciamiento de la palabra mierda libra a una legión de guerreros celtas. Hasta la Señorita Selastraga explica que la palabra mierda se usa en adjetivos y Garrison pide que en lugar de usar determinadas palabras pide que en su lugar digan mierda a la vez que estando en TV y siendo gay puede decir la palabra marica, lo que le permite cantar"hey you shitty shitty fag fag"(parodiando a chitty chitty bang bang)
Los chicos piden ayuda a Chef al sospechar que la palabra mierda está relacionada con la peste negra; la aparente enfermedad que tenía cualquier persona que pronunciase la palabra mierda y que hacía vomitar hasta morir. Chef confirma eso en la biblioteca leyendo un antiguo libro de palabras prohibidas que causaban el mal, entre ellas mierda, pero Cartman es el único que se niega a creer lo que sucede además de considerar peor el Mee krob que mierda. Chef y los chicos viajan a Los Ángeles donde vanamente tratan de evitar que los productores catapultasen aún más la palabra mierda y ven como uno de los guerreros celtas, quien había seguido a Chef y los chicos, trata de matar a los productores pero es asesinado por la seguridad de la productora. El guerrero le pide a los chicos llevar una antigua runa para eliminar el maleficio de la "palabra prohibida".
Chef y los chicos viajan a Las Vegas, a un casino llamado Excalibur donde un trabajador vestido de bufón los lleva con un antiguo mago que les muestra que la runa es "la runa de los celtas"; un antiguo de varios escudos de piedra que tenían el poder para acabar con los maleficios que dejaban el exceso de uso de palabras como mierda, tales runa eran armas de "Los Caballeros del lenguaje moderado", una antigua orden que salvaguardaba el uso del buen vocabulario. También leen que si el uso de tal palabras llegaba a su tope algo malo ocurriría, Chef recuerda que en HBC es "la noche de las mil mierdas", franja en la cual dirían solo la palabra mierda. Los chicos y Chef se apresuran a evitarlo. En South Park, todos ven el programa aunque se cansan de escuchar mierda en televisión, Garrison pide no usar la palabra marica a menos que la persona que pronuncia la palabra sea realmente gay, ya que de no serlo se escuchará un pitido de censura en el aire (como cuando se dice una grosería en TV), pero Jimbo al pronunciarla no emite sonido de censura, lo que hace especular que él puede ser encubiertamente gay, de lo cual Garrison se mofa.
En el estudio de TV, los caballeros del lenguaje moderado tratan de evitar el uso de mierda, pero el ejecutivo director de la cadena de TV se pone colérico y desafía a los Caballeros, repitiendo muchas veces la palabra mierda, lo que ocasiona que un temible dragón salga de la tierra y ataque a los presentes en el estudio. Kyle utiliza la runa mágica de los Caballeros y lleva al dragón de nuevo a las profundidades (el dragón suplicando piedad tiene la misma voz que Cartman). Los chicos transmiten un consejo para el país: hay que limitar el uso de malas palabras, ya que estas solo desencadenan el mal, y si incluso no lo hicieran, repetir el uso de malas palabras solo lleva al aburrimiento y a quitarle el provecho que pueden tener en los verdaderos momentos de dolor, preocupación o catarsis humana. El productor de HBC se disculpa por sus acciones y los Caballeros vuelven a su hogar extraterrenal. Momentos después Kenny pronuncia "mierda" y fallece al vomitar sus intestinos a causa de la Peste Negra, momento en el que Stan casi pronuncia la palabra mierda, pero se contiene a sí mismo y en su lugar solo dice "popó".

## Dato curioso
HBC (El canal donde pasan el programa donde dicen la palabra "M1erda") es una parodia a NBC.